# Lothar Thoms
Lothar Thoms (Guben, 18 maggio 1956 – Forst, 5 novembre 2017) è stato un pistard tedesco,  medaglia d'oro nel chilometro a cronometro ai Giochi olimpici del 1980 a Mosca.

## Carriera
Thoms ebbe i suoi più grandi successi nella gara del chilometro a cronometro: nel 1980 fu il vincitore dei Giochi olimpici di Mosca (record mondiale: 1'02"995 il 22 luglio). Dal 1977 al 1981, ha vinto per quattro volte di fila il titolo mondiale; nel 1982 e nel 1983 ha invece vinto rispettivamente la medaglia d'argento e la medaglia di bronzo iridata di specialità. Nel 1981 Thoms è stato eletto dalla Federazione ciclistica mondiale miglior ciclista del mondo.
Al termine della sua carriera ciclistica, nel 1985, ha lavorato come funzionario sportivo e, dopo la fine della Germania Est, come impiegato e fisioterapista.
È morto il 5 novembre 2017 a Forst, dopo una lunga e grave malattia.